# Vettore eccentricità
In dinamica e in particolare in astrodinamica il vettore eccentricità di un'orbita è il vettore rivolto nella direzione del periasse e di lunghezza uguale all'eccentricità dell'orbita.

## Calcolo
Il vettore eccentricità {\displaystyle \mathbf {e} } può essere calcolato a partire dai vettori di stato {\displaystyle \mathbf {v} } e {\displaystyle \mathbf {r} } ad ogni istante (il risultante è costante):
{\displaystyle \mathbf {e} ={\frac {1}{\mu }}\left[\left(v^{2}-{\frac {\mu }{\mathbf {\left|r\right|} }}\right)\mathbf {r} -(\mathbf {r} \cdot \mathbf {v} )\mathbf {v} \right]}
dove:
- {\displaystyle \mathbf {v} } è il vettore velocità,
- {\displaystyle \mathbf {r} } è il vettore posizione,
- {\displaystyle \mu } è la costante gravitazionale planetaria.

Alternativamente può essere calcolato a partire dal momento angolare orbitale specifico {\displaystyle \mathbf {h} }:
{\displaystyle \mathbf {e} ={\mathbf {v} \times \mathbf {h}  \over {\mu }}-{\mathbf {r}  \over {\left|\mathbf {r} \right|}}}
dove:
- {\displaystyle \mathbf {v} } è il vettore velocità orbitale,
- {\displaystyle \mathbf {h} } è il vettore momento angolare orbitale specifico,
- {\displaystyle \mathbf {r} } è il vettore posizione orbitale,
- {\displaystyle \mu } è la costante gravitazionale planetaria.